# لوسي هال واشنطن
لوسي هال واشنطن (بالإنجليزية: Lucy Hall Washington)‏ هي كاتِبة وشاعرة أمريكية، ولدت في 4 يناير 1835 في ويتينغ في الولايات المتحدة، وتوفيت في 1913.